# Camponotus atriceps
Camponotus atriceps es una especie de hormiga del género Camponotus, tribu Camponotini. Fue descrita científicamente por Smith en 1858.
Se distribuye por Argentina, Barbados, Belice, Bolivia, Brasil, Colombia, Costa Rica, Ecuador, El Salvador, Guayana Francesa, Guatemala, Guyana, Honduras, México, Nicaragua, Panamá, Paraguay, Perú, Surinam, Trinidad y Tobago, Estados Unidos, Uruguay y Venezuela. Se ha encontrado a elevaciones de hasta 2290 metros. Vive en microhábitats como la hojarasca, vegetación baja y nidos.